# 棕斑鸚竺鯛
棕斑鸚竺鯛（學名：Ostorhinchus rubrimacula），又稱棕斑鸚天竺鯛，為輻鰭魚綱鈎頭魚目天竺鯛科鸚竺鯛屬下的一個種，分布於西中太平洋琉球群島南至澳洲、印度尼西亞東部至斐濟海域，深度0至33公尺，本魚體呈橢圓形，體稍側扁，頭大、眼大、口大且斜裂，頜齒細小，前鰓蓋骨邊緣有鋸齒，鰓蓋骨後緣棘不發達，體被弱櫛鱗，體色銀藍灰色，頭部和身體上有6條橙色至橙黃色條紋，身體上的條紋比藍灰色的間隙窄，背鰭2個，尾鰭叉形，背鰭硬棘8枚、背鰭軟條9枚、臀鰭硬棘2枚、臀鰭軟條8枚，體長可達4.5公分，棲息在珊瑚礁區，夜間成小群活動，屬肉食性，繁殖期時，雄魚具有口孵習性，卵約7日化成仔魚，由雄魚吐出，具短暫的仔魚飄浮期，生活習性不明。